# Evisa
Evisa (in corso Evisa) è un comune francese di 192 abitanti situato nel dipartimento della Corsica del Sud nella regione della Corsica.

## Società

### Evoluzione demografica
Abitanti censiti